# (1054) Forsytia
(1054) Forsytia est un astéroïde de la ceinture principale découvert le 20 novembre 1925 par l'astronome allemand Karl Reinmuth à l'Observatoire du Königstuhl près de Heidelberg. Sa désignation provisoire était 1925 WD. Il tire son nom du genre de plantes à fleurs Forsythia.
Sa distance minimale d'intersection de l'orbite terrestre est de 1,548090 ua.